# Эмланд

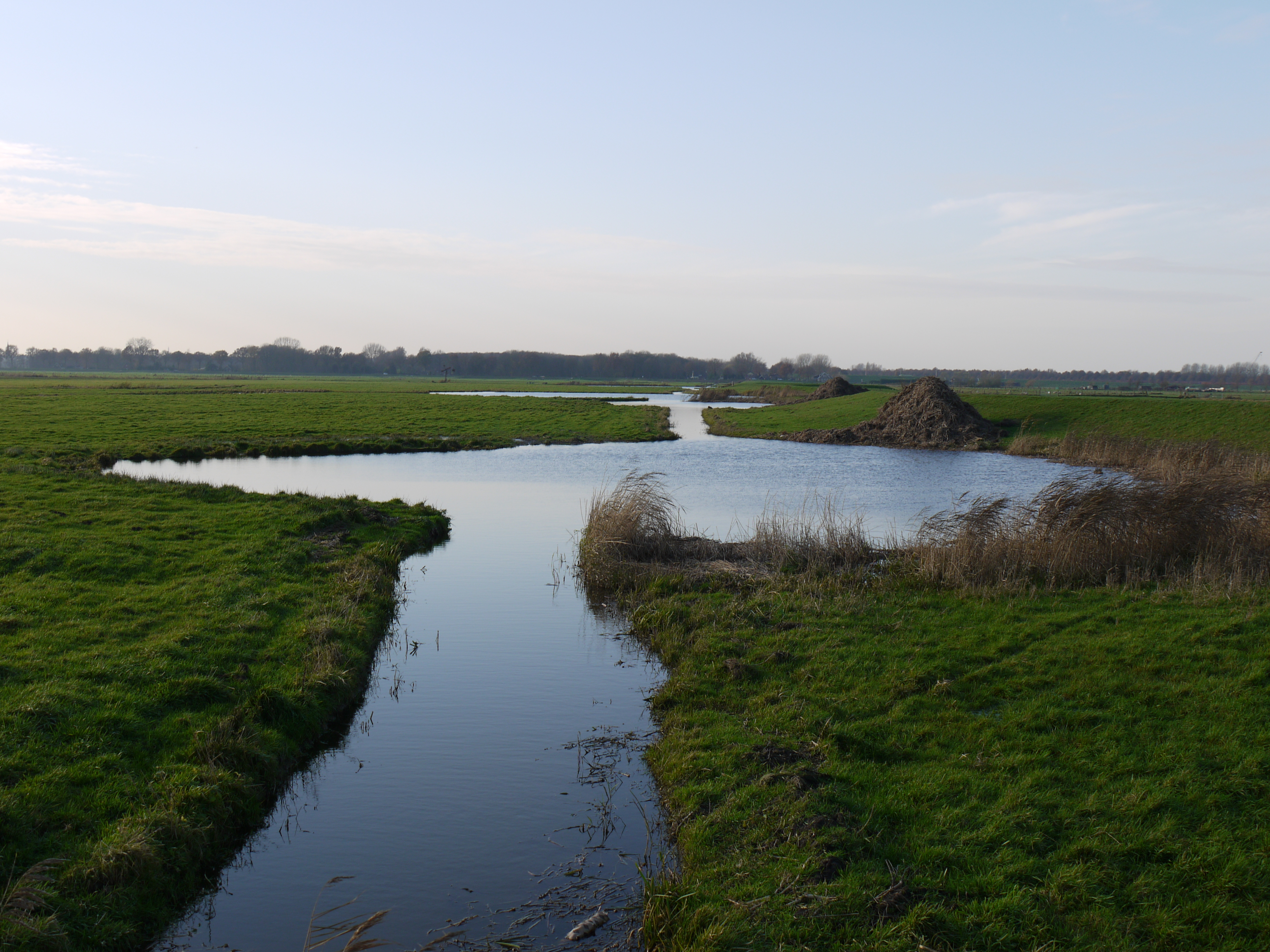
Колки в Эмланде

Эмланд (нидерл. Eemland) — область на северо-востоке нидерландской провинции Утрехт в бассейне реки Эм.
Территория охватывает общины Амерсфорт, Барн, Бюнсхотен, Эмнес, Лёсден, Суст и Вауденберг. Эти общины с 1969 года сотрудничают в различных сферах (до 1974 года также община Хугланд, которая в том же году объединилась в Амерсфорт).
Ландшафт севера Эмланда состоит из открытых торфяных лугов в долине реки Эм. Юг соединяется с Гельдерсе Валлей. Юго-западная граница — Утрехтсе Хевелрюг, который, в отличие от Эмланда, покрыт лесами.
В 2005 году колки в Эмланде были названы геологическим памятником. Колки представляют собой ямы, заполненные водой после прорывов дамб. Во многих местах они все еще видны на дамбах реки Эм. Для защиты от ветра их нужно держать открытыми.